# Barragem de Oiticica
A Barragem de Oiticica é um reservatório localizado no município de Jucurutu, no estado do Rio Grande do Norte, Brasil, sendo complementar ao Projeto de Transposição do rio São Francisco. Construída no leito do Rio Piranhas-Açu, a barragem tem como principal finalidade a segurança hídrica da região, garantindo o abastecimento de água para consumo humano, irrigação e controle de enchentes, contando com uma capacidade para armazenar até de 742 600 000 metros cúbicos (m³) de água, tornando-se o segundo maior do estado, contribuindo para a distribuição hídrica no semiárido potiguar.
As obras da barragem tiveram início em 2013, após anos de planejamento e debates sobre sua viabilidade, tendo enfrentado, ao longo do tempo, diversos atrasos devido a questões burocráticas, desapropriações e problemas financeiros. A conclusão do projeto exigiu investimentos do Governo Federal e Estadual, além da participação de comunidades locais no processo de reassentamento da população atingida e, finalmente, após diversas prorrogações, a inauguração da barragem ocorreu em 19 de março de 2025, tornando-se um marco importante para a infraestrutura hídrica do Rio Grande do Norte.

## História
A Barragem de Oiticica está situada na região do Seridó, uma área historicamente marcada pela escassez de água e longos períodos de estiagem e de clima semiárido, o que torna a disponibilidade hídrica um desafio constante para a população, que depende de reservatórios e açudes para o abastecimento durante os períodos de seca prolongada. Muitas comunidades enfrentam dificuldades para obter água potável e para atividades agropecuárias, tornando a construção de barragens um fator essencial para o desenvolvimento sustentável da região e servindo como uma solução estratégica para garantir a segurança hídrica e minimizar os impactos das estiagens.
A ideia de construir a Barragem de Oiticica remonta ao século XX, como parte de projetos de infraestrutura voltados para a convivência com o semiárido, no qual estudos iniciais para a sua viabilidade começaram a ser discutidos em 1952, mas apenas nos anos 2000 houve um avanço mais concreto na elaboração do projeto, que visava ampliar a capacidade de armazenamento de água no Rio Grande do Norte, assegurando o abastecimento para municípios como Jucurutu, Caicó e Jardim de Piranhas. Além disso, a barragem foi incluída no Projeto de Integração do Rio São Francisco, o que fortaleceu sua importância estratégica para o Nordeste, no entanto, apesar de sua relevância, o empreendimento enfrentou diversos desafios para sair do papel.
As obras da Barragem de Oiticica tiveram início oficialmente em 2013, no governo Dilma Rousseff, com um orçamento inicial financiado pelo Governo Federal e pelo Governo do Rio Grande do Norte e um plano original que previa a conclusão em dois anos, mas a construção enfrentou diversos atrasos devido a entraves burocráticos, dificuldades técnicas e questões financeiras. O cronograma foi impactado pela necessidade de replanejamento do projeto, além de paralisações por falta de repasses de recursos em determinados períodos, além disso, conflitos relacionados a desapropriações e à realocação de moradores da área alagada também dificultaram o avanço da obra, exigindo negociações e acordos com as comunidades afetadas.
Um dos principais desafios enfrentados foi o reassentamento das famílias que viviam na área onde a barragem foi construída, especialmente na comunidade de Barra de Santana, um distrito de Jucurutu que precisou ser completamente transferido para um novo local, com infraestrutura adequada, incluindo moradias, escolas, postos de saúde e espaços de lazer, para garantir qualidade de vida às famílias deslocadas. O processo de realocação, contudo, gerou protestos e mobilizações por parte dos moradores, que exigiam melhores condições e garantias antes da mudança, mesmo assim, após anos de negociações, a nova Vila de Barra de Santana foi concluída e entregue no ano de 2022, meses antes da inauguração da referida barragem.
Aa Barragem de Oiticica foi inaugurada em 19 de março de 2025, no dia de São José, em uma cerimônia que contou com a presença do presidente Luiz Inácio Lula da Silva, além de autoridades estaduais e municipais, o evento marcou a conclusão de um dos maiores empreendimentos hídricos do Rio Grande do Norte e representou uma conquista histórica para a população do Seridó, passando, logo em seguida, a ter seu volume monitorado pelo Instituto de Gestão das Águas do Rio Grande do Norte (Igarn). O reservatório passou a desempenhar um papel fundamental na segurança hídrica da região, beneficiando milhares de pessoas e garantindo suporte para a agricultura e a pecuária locais, além disso, sua integração ao Projeto de Transposição do São Francisco reforça a importância da barragem para o equilíbrio hídrico do Nordeste, contribuindo para o desenvolvimento sustentável da região.

## Complexo Oiticica
A Barragem Oiticica é uma parte de um projeto maior, teve um custo total de 765 000 000 de reais (R$) e exigiu o reassentamento de um total de 4 000 pessoas que viviam próximo ao rio e na comunidade da Velha Barra de Santana, que foi realocada para um novo ponto próximo à parede da barragem, outra parte dos moradores recebeu indenização e foi morar em outras regiões. Além do reassentamento urbano da vila de Barra de Santana, o Complexo Oiticica envolve também a tomada d’água da Transposição do Rio São Francisco e a Agrovila de Jucurutu, que já foram entregues, além dessas obras, inclui-se outras não entregues na data e que fazem parte do complexo, como a Agrovila de Jardim de Piranhas e a Agrovila de São Fernando, além da Adutora do Agreste Potiguar, que já houve assinatura da Ordem de Serviço para sua construção e sua integração com três sistemas adutores intermunicipais.